# Супердимензиона тврђава Макрос
Супердимензионална тврђава Макрос (јап. Chō Jikū Yōsai Makurosu}, енгл. The Super Dimension Fortress Macross) је научнофантастична аниме серија која комбинује џиновске преобразиве роботе, апокалиптичне битке и љубав у рату кроз употребу разних неконвенционалних средстава као што је поп музика. Дизајн мекова и возила су урадили Шоџи Кавамори и Казутака Мијатаке (обојица из Студија Нуе), а дизајн ликова је урадио Харухико Мимикото. Као додатак, Макрос је створио једну од првих аниме идола Лин Минмеи, која омогућила глумици Мари Иђими да постане славна и да покрене своју музичку каријеру. Већина анимације Макроса (уз измењен садржај и дијалоге) је адаптиран изван Јапана као прва сага Роботека. Неке сцене из Макроса су коришћене и у Чуварима двери, неуспешном покушају Хармони Голда да направи наставак Роботека.

## Прича
Ванземаљски свемирски брод величине града се срушио 1999. на острво Јужна Атарија у Тихом океану. Током следећих 10 година, људи су успели да поправе свемирски брод мало пре него што ће флота џиновских зентрадијских бродова стићи у орбиту Земље да прогони брод који припада њиховим непријатељима. У рату који ће уследити, људска посада која управља овим нетестираним ванземаљским бродом остаје сама у одбрани од ванземаљаца. Због недостатка искуства у управљању бродом, посада телепортује брод на ивицу Сунчевог система, заједно са избеглицама из града који је никао око поправљеног свемирског брода и које су сада приморане да живе у броду. Приликом телепорта, систем за скок, који омогућава брзо путовање кроз свемир, је нестао, тако да је посада приморана да се наредних годину дана враћа на Земљу користећи конвенционалне моторе.
Како се рат разбуктава, млади пилот по имену Хикару Ићиђо (Рик Хантер у Роботеку) ће упасти у љубавни троугао између све популарније поп певачице Лин Минмеи и посвећеног официра Мисе Хајасе (Лиса Хејз у Роботеку).

### Наслов
Наслов серије носи исто име као и главни људски брод (које је уобичајено скраћено на SDF-1 Макрос као прва земаљска супердимензионална тврђава. Првобитно име за овај пројекат је било - Battle City Megaload - или - Battle City Megaroad - (јап. Battoru Shiti Megarodo), пошто јапански изговор слова "L" и "R" даје двоструко значење у односу на причу: Megaload се односи на свемирски брод који садржи у себи цео град, а Megaroad се односи на дуго путовање кроз свемир назад до Земље. Ипак, један од спонзора је био велик обожавалац Шекспира и желео је да се серија и свемирски брод назову "Магбет" (Makubesu). Компромис је нађен са насловом Макрос (Makurosu), због свог сличног изговора као и Магбет на јапанском језику и зато што име још увек садржи конотацију са оригиналним насловом. Реч Макрос долази од префикса „макро“ и рефернца је на огромну величину брода (иако је он, у поређењу са зентрадијским бродовима из серије, релативно мали разарач).

## Ликови
- Хикару Ићиђо (Рик Хантер) - Цивил и пилот који изводи акробације у ваздушном циркусу добио је позив од старог пријатеља Роја Фокера да присуствује пробном лансирању SDF-1 и грешком је замењен за војног пилота када је почела инвазија Зентраеда. Заљубљује се у младу Лин Минмеј, коју је спасао од Зентрадија и са којом је провео сам две недеље изгубљен у унутрашњости SDF-1. На Ројев предлог пролази обуку за војног пилота. У току битке на Марсу, Хикару спасава Мису Хајасе, са којом је раније имао лоше односе. Након Камђиновог самовољног напада на SDF-1 у ком је уништен радар борда, Хикару добија задатак да штити Мису у извиђачкој мисији. Током овог задатка, заједно са Мисом и Хајаом, заробили су га Зентраеди и однели га у далеки свемир ради испитивања. Из заробљеништва их је спасао Максимилијан, који је раније избегао да буде заробљен. Након Ројеве смрти, Хикару је постављен за команданта елитне ескадриле Лобања. Након победе у рату са Зентрадијима, Хикару се нашао у средишту љубавног троугла.
- Лин Минмеи (Лин Минмеј) - Млада девојка из кинеског ресторана чији је сан да постане певачица. Због своје каријере је запоставила Хикаруа. Њена музика је била одлучујући фактор у победи над Зентрадијима. Након рата, када је схватила да каријера није све што је желела, враћа се Хикару, међутим, изгубила га је јер се Хикару определио за Мису.
- Миса Хајасе (Лиса Хејз) - Официр на Макросу. Пријавила се у војску да би била заједно са својим некадашњим момком Рибером Фрахлингом који је стациониран у бази на Марсу. Миса је у почетку крут официр и често је долази у сукобе са Хикаруом. Међутим, како серија одмиче, она почиње да разуме Хикаруа,
- Рој Фокер (Рој Фокер) - Командант ескадриле Лобања и један од највећих асова на Макросу. Рој је женскарош и Хикаруов заштитник. Погинуо је док је бранио SDF-1 од напада Зентрадија који је предводила Милија Фалина.
- Максимилијан Џинијус (Макс Стерлинг) - Хикаруов потчињени и један од највећих хероја рата са Зентраедима. Максимилијан је спасио Хикаруа, Мису и Хајао из руку Зентрадија. Касније се сукобио са Милијом, најбољим Зентрадијским пилотом, са којом ће касније добити кћерку Комирију (Дејна Стерлинг у Роботеку).
- Хајао Какизаки (Бен Диксон) - Хикаруов потчињени и најбољи Максимилијанов пријатељ. Хајао је велики хвалисавац који често упада у невоље. Херојски је погинуо у борби са Зентрадијима у квадранту Онтарио.
- Бруно Глобал (Хенри Гловал) - Капетан SDF-1. Прекаљени војсковођа који је уморан од ратовања. Живи под сталним теретом јер командује неискусном посадом, а на свом броду има око 70.000 избелица.
- Клаудија Лесејл (Клаудија Грант) - Оператор на мосту SDF-1. Клаудија је најбоља Мисина пријатељица и девојка Роја Фокера. Често саветује Мису око њених проблема у односима са Хикаруом.
- Милија Фалина (Мирија Парино) - Женски Зентради, најбољи пилот у целој њиховој армији. Након пораза у двобоју са Максимилијаном, смањила се на величину људи да би се осветила Максимилијану, али се уместо тога заљубила у њега.
- Бритај Криданик (Бритај) - Командант флоте Зентрадија која је напала Земљу. Бритај због радозналости одбија да уништи .
- Екседол Фолмо (Екседор) - Бритајев саветник и најбољи пријатељ. Екседол је чувар зентрадијског права и традиције. Како је након константних борби са људима велики број Зентрадија је постао контаминиран људском културом, Екседол је предосетио да ће Бодол Зер покушати да уништи и Зентрадије под Бритајевом командом. Екседол се добровољно смањио на величину људи и дошао на SDF-1 као емисар да би предложио савез са Земљанима. Његов предлог је прихваћен и удружена земаљска и Зентрадијска флота је уништила Бодол Зерину армаду.
- Квамђин (Quamzin) Кравшера (Кајрон) - Зентрадијски официр. Квамђин је недисциплинован и жељан славе, а уништење SDF-1 је постала његова опсесија.
- Горг Бодола Зер (Долза) - Врховни командант Зентрадија. Бодол Зер је немилосрдан и не бира средства како би дошао до свог циља, иако то може да значи уништење целе планете и свог народа.

## Улоге
| Глумац       | Улога |
| ------------ | --- |
| Хикару Ићиђо | Арихиро Хасе и Кенђи Нођима |
| Лин Минмеи   | Мари Иђима - Миса Хајасе - Мика Дои - Рој Фокер - Акира Камија - Клаудија Лесејл - Норико Охара - Хајао Какизаки - Кацуми Сузуки - Максимилијан Џинијус - Шо Хајами - Бруно Глобал - Мичио Хазама - Ванеса Леирд - Рун Сасаки - Ким Кабиров - Хироми Цуру - Шеми Милиоме - Сане Мијуки - Милија Фалина - Ери Такеда - Мајстров - Минору Инаба - Лин Каифун - Хиротаку Сузуоки - Лин Шао-Ћин - Минору Инаба - Лин Феи-Ћан - Јошино Отори - Џејмис Мерин - Ацуко Јонејама - Адмирал Такаши Хајасе - Осаму Сака - Рибер Фрахлинг - Хиротака Сузуоки - Бритај Криданик - Еиђи Кани и Ризабуро Отомо - Екседол Фолмо - Рисуке Обајаши - Лап Ламиз - Јошино Отори - Квамђин Кравшера - Косуме Мегуро - Вареа Нантес - Кацуми Сузуки - Лоло Досел - Цутому Фуџи - Конда Бромко - Косуке Мегуро - Горг Бодола Зер - Осаму Ићикава - Ојгул - Минору Инаба - Дагао - Рују Накаги |

## Списак епизода
| 1. -{Booby Trap (Мина изненађења) 2. Countdown (Одбројавање) 3. Space Fold (Свемирски скок) 4. Lynn Minmay (Лин Минмеи) 5. Transformation (Трансформација) 6. Daedalus Attack (Дедалусов напад) 7. Bye Bye Mars (Збогом Марсе) 8. Longest Birthday (Најдужи рођендан) 9. Miss Macross (Мис Макрос) 10. Blind Game (Игра на слепо) 11. First Contact (Први контакт) 12. Big Escape (Велико бекство) }- | 13. -{Blue Wind (Плави ветар) 14. Global Report (Глобалов извештај) 15. Chinatown (Кинеска четврт) 16. Kung Fu Dandy (Кунг-фу кицош) 17. Phantasm (Фантазма) 18. Pineapple Salad (Ананас салата) 19. Burst Point (Тачка пуцања) 20. Paradise Lost (Игубљени рај) 21. Micro Cosmos (Микро космос) 22. Love Concert (Љубавни концерт) 23. Drop Out (Одустајање) 24. Good-bye Girl (Збогом девојко) }- | 25. -{Virgin Road (Пут којим се још није прошло) 26. Messenger (Гласник) 27. Love Drifts Away (Љубав бледи) 28. My Album (Мој албум) 29. Lonely Song (Песма усамљених) 30. Viva Maria (Живела Марија) 31. Satan's Dolls (Сатанине лутке) 32. Broken Heart (Сломљено срце) 33. Rainy Night (Кишна ноћ) 34. Private Time (Време за себе) 35. Romanesque (Romansa) 36. Farewell to Tenderness (Збогом нежности) }- |

## Наставци
Направљено је неколико наставака, од којих већина користи хронологију коју су створили креатори из Студија Нуе. Главна хронологија Студија Нуе се састоји (по хронолошком реду):
| Временски оквир | Наслов                                                                                                | Година производње |
| --------------- | --- | ----------------- |
| 1999-2012       | Супердимензионална тврђава Макрос                                                                     | 1982-1983         |
| 2008            | Макрос Нула                                                                                           | 2002-2004         |
| 2012            | Супердимензионална тврђава Макрос: Флешбек                                                            | 1987              |
| 2031            | Супердимензионална тврђава Макрос: Да ли се сећаш љубави? - као „историјски филм“ у Макрос универзуму | 1984              |
| 2040            | Макрос Плус                                                                                           | 1994-1995         |
| 2045-46         | Макрос 7                                                                                              | 1994-1996         |
| 2047            | Макрос 7 Динамит                                                                                      | 1997              |
| Паралелан свет  | Супердимензионална тврђава Макрос II: Љубавници, опет                                                 | 1992              |

Филм Да ли се сећаш љубави? (愛・おぼえていますか Ai Oboete Imasu ka) је издат 1984, са скраћеном верзијом приче и новом анимацијом. Филм је касније означен као драматизација "стварног" Макрос универзума. У Макросу Плус и Макросу 7, објашњено је да је филм снимљен након првог свемирског рата (првобитног људско-зентраедског сукоба. Макрос II, једини пројекат без директног учећша Студија Нуе, је означен као паралелан универзум и самим тим неканонски.

## Адаптације за Роботек универзум
Већина анимације (са измењеним садржајем и дијалозима) је адаптиран за Макрос сагу — прво поглавље Роботека. У Роботеку, ванземаљски брод који се срушио на Земљу припадао је Зору, проналазачу Протокултуре и Роботехнологије. Зор је пре своје смрти сакрио тајне преостале резерве Протокултуре у SDF-1 и послао га у свемир како би се осветио својим владарима, Господарима Роботека, због злоупотребе Протокултуре и Роботехнологије. 
Даље, Протокултура у Макросу је древна цивилизација која је створила Зентраеде и тераформирала Земљу која је дотада била планета непогодна за живот. Због ратова са Протодевлинима, информације о овој планети су изгубљене и еволуција на Земљи је текла природним путем. У Роботеку, Протокултура је високоенергетско гориво које се добија из Цвећа живота. Бритај у Роботеку не жели да уништи SDF-1 јер му је тако заповеђено, док Врлитвај у Макросу не жели да уништи свемирски брод јер га је заинтересовао култура и живот људи унутар SDF-1.
У Макросу, SDF-2 је саграђен на Месецу, док је у Роботеку он саграђен на Земљи. Да би боље повезали три независне серије, Карл Мацек и његов тим су дошли на идеју да SDF-2 сместе иза SDF-1 због три хумке из Јужног крста које у Роботеку представљају затрпане остатке SDF-1, SDF-2 и Кајронове крстарице.

## Видео-игре
Као и многе друге аниме франшизе, и Макрос има видео-игре засноване на његовом универзуму. Ту спадају:
- : скролујућа игра издана 1985. за Nintendo Famicom од стране НамкоНамка и Бандаија. Главни циљ усамљеног Валкира је да уништи зентраедске снаге, да се пробије у главни брод Зентраеда и да га уништи.

- - Дводимензионална пуцачина издата на Nintendo Super Famicomu и заснована на филму Да ли се сећаш љубави?. Прича се одвија после догађаја из филма, али пре лансирања SDF-2 Megaroad-01.

- - Дводимензионална пуцачина издана за Sega Saturn и Sony PlayStation. Врло тесно заснована на филму, има солидну мешавину дводимензионалне и тродимензионалне акције и специјалне ефекте који додају дубину игривости. Издана је на 2 CD-a (за Segu Saturn пошто садржи снимак и звукове из филма. Снимак садржи нове сцене које приказују Хикаруа и његове саборце још док су на Земљи док лете према Макросу који ће учинити свемирски скок мало пре него што ће масиван зентраедски напад стићи до њих.

- - Прва тродимензионална и полигонална игра у франшизи коју је урадио Бандаи Вужуал, игра је нападнута од стране критике, обожавалаца Макроса и играча звог свог лошег квалитета и плитке игривости.

- - Поптпуно тродимензионалана пуцачина коју је издала Сега-АМ2 искључиво за Sony PlayStation 2. Игра садржи и познате и нове ликове, као и велики број преобразивих ловаца од оригиналне серије до Макроса Флешбек 2012. Ова игра, коју је урадио један од најискуснијих и најпознатијих развојних тимова (Shenmue серијал,  серијал,  серијал,  серијал), је добро прихваћена од стране медија и играча као најбоља игра заснована на Макросу.

- Постоје још три аркадне игре које је издао Банпресто, а све три су скролујуће пуцачине: Macross, Macross II, и Macross Plus.

## Легални проблеми
2000, Биг Вест и Студио Нуе су тужили Тацуноко Продакшнс токијском окружном суду због несугласица око тога ко има права на прву Макрос серију. Током продукције, Биг Вест је унајмио Тацуноко да помогне у изради серије. Пре премијере серије, Тацуноко је добио лиценцу да дистрибуира серију изван Јапана, као и да добија неке приходе од продаје робе која има везе са серијом. Тацуноко је дао под-лиценцу Хармони Голду за израду Роботека. 1999, Хармони Голд је постао свестан да је имао лиценцу за Макрос франшизу и почео је да шаље претећа писма продавницама увозних играчака, ефикасно протерујући робу засновану на Макросу ван САД (са изузетком прве серије). Године 2002, токијски суд је пресудио да су Биг Вест и Студио Нуе једини власници оригиналних дизајна ликова и мекова, док је исти суд 2003. пресудио да је Тацуноко поседовао права на прву серију. Неки обожаваоци Макроса су оптужили Хармони Голд да користи случај да промовише Роботек и да уништи Макрос франшизу.

## Занимљивости
Играчка VF-1 Валкираа коју је произвео Бандаи је постала део линије Трансформерс играчака као Џетфајер. Пошто Такара, произвођач оригиналних серија Дајаклон и Микромен које су чиниле највећи део оригиналне Трансформерс серије играчака, није желео да се рекламира производ конкурентске компаније, дизајн Џетфајера је промењен, а у цртаној серији његово име је промењено у Скајфајер.